# Белослудцев, Александр Николаевич
Александр Николаевич Белослудцев (родился 7 февраля 2001 года в посёлке Нижний Ингаш, Красноярский край) — российский регбист, девятый и десятый клуба «Енисей-СТМ».

## Биография
Регби занимается с 2012 года в местном клубе «Ингаш». Первый тренер Павел Щепанцов. В 2015 году поступил на обучение в Дивногорский колледж олимпийского резерва на отделение регби. В 2016 году он стал победителем Чемпионата России по регби-15 (в составе «СТМа» в возрастной группе 2001 года рождения; в 2017 уже стал победителем первенства России по регби-7 и чемпионом в 8-й летней Спартакиаде учащихся по регби-15. В дальнейшем Александр выступает за молодёжную команду «Енисея» и за дубль («Енисей-СТМ-2»). В составе молодёжки победитель молодёжного Чемпионата России 2020 года. В межсезонье 2021 года Белослудцев был подключен к тренировкам с основной командой «Енисея-СТМ». В сезоне 2020 года игрок также выступал за клуб в чемпионате по регби-7, где демонстрировал не по годам зрелую игру.

## Карьера в сборной
Александр поочередно выступал за сборные U-18 и U-20. В начале декабря 2020 года получил вызов на учебно-тренировочный сбор национальной команды. 7 февраля 2021 года, в свой день рождения, дебютировал за сборную в поединке против Грузии выйдя в концовке матча.